# Neaetha alborufula
Neaetha alborufula är en spindelart som beskrevs av Lodovico di Caporiacco 1949. Neaetha alborufula ingår i släktet Neaetha och familjen hoppspindlar. Inga underarter finns listade i Catalogue of Life.